# Tilman Berger

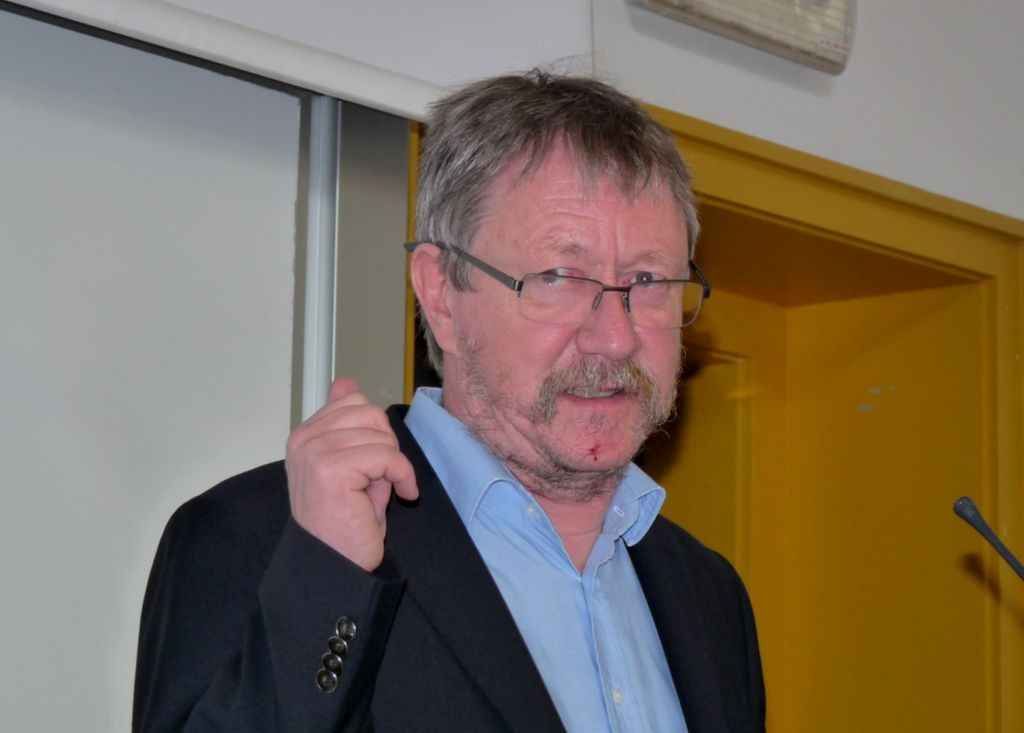
Tilman Berger, 2014

Tilman Berger (* 8. Juli 1956 in Passau) ist ein deutscher Slawist.

Tilman Berger studierte von 1975 bis 1982 an den Universitäten Konstanz und Heidelberg die Fächer Russistik und Mathematik und legte 1982 das Staatsexamen fürs Lehramt ab. Von 1983 bis 1986 folgte ein Aufbaustudium in Slawistik an der Universität Konstanz. Im Jahr 1986 wurde er an der Universität Konstanz bei Werner Lehfeldt promoviert mit der Arbeit Wortbildung und Akzent im Russischen. Anschließend war er wissenschaftlicher Mitarbeiter an der Universität Hamburg bei Daniel Weiss. Von 1988 bis 1993 war er Akademischer Rat auf Zeit am Institut für Slavische Philologie der Universität München. Im Wintersemester 1993/94 hatte er eine Vertretung des Lehrstuhls für Slavische Sprachwissenschaft an der Universität Tübingen inne. 1994 erfolgte seine Habilitation in Slawischer Philologie. 
Von 1994 bis 2024 lehrte Berger als ordentlicher Professor für Slawische Sprachwissenschaft an der Universität Tübingen. Einer seiner Forschungsschwerpunkte ist die Geschichte der tschechischen Schriftsprache im 17. und 18. Jahrhundert. Berger ist Vorsitzender des Verbands der deutschen Slavistik und Mitarbeiter der deutschsprachigen Wikipedia.
Er ist Sohn des Indologen Hermann Berger und Bruder des Byzantinisten Albrecht Berger. Der Poetry-Slammer Johannes Berger ist sein Neffe.

## Schriften
Monographien
- Wortbildung und Akzent im Russischen (= Slavistische Beiträge. Band 201). Sagner, München 1986, ISBN 3-87690-346-7 (online).
- Studien zur historischen Grammatik des Tschechischen: Bohemistische Beiträge zur Kontaktlinguistik (= Travaux linguistiques de Brno. Band 2). LINCOM EUROPA, München 2008, ISBN 978-3-89586-047-8.

Herausgeberschaften
- mit Biljana Golubović: Morphologie – Mündlichkeit – Medien. Festschrift für Jochen Raecke (= Schriftenreihe Studien zur Slavistik. Band 15). Verlag Dr. Kovač, Hamburg 2008, ISBN 978-3-8300-3589-3.
- mit Jochen Raecke: Slavistik in Tübingen. Zum 40jährigen Jubiläum der Gründung des Slavischen Seminars an der Universität Tübingen 1962, zum 85. Geburtstag von Ludolf Müller und zum 65. Geburtstag von Rolf-Dieter Kluge (= Skripten des Slavischen Seminars der Universität Tübingen. Nr. 36). Slavisches Seminar der Universität, Tübingen 2003.
- mit Karl Gutschmidt: Funktionale Beschreibung slavischer Sprachen. Beiträge zum XIII. Internationalen Slavistenkongress in Ljubljana (= Slavolinguistica. Band 4). München 2003, ISBN 3-87690-844-2.